# بالگردگاه موناکو
بالگردگاه موناکو (به فرانسوی: Héliport de Monaco) یک بالگردگاه با کد یاتا MCM است. این بالگردگاه دتنها بالگردگاه کشور موناکو است که در ارتفاع ۶ متری از سطح دریا واقع شده‌است. کشور موناکو فرودگاه ندارد.

## شرکت‌های هواپیمایی و مقصدهای پروازی

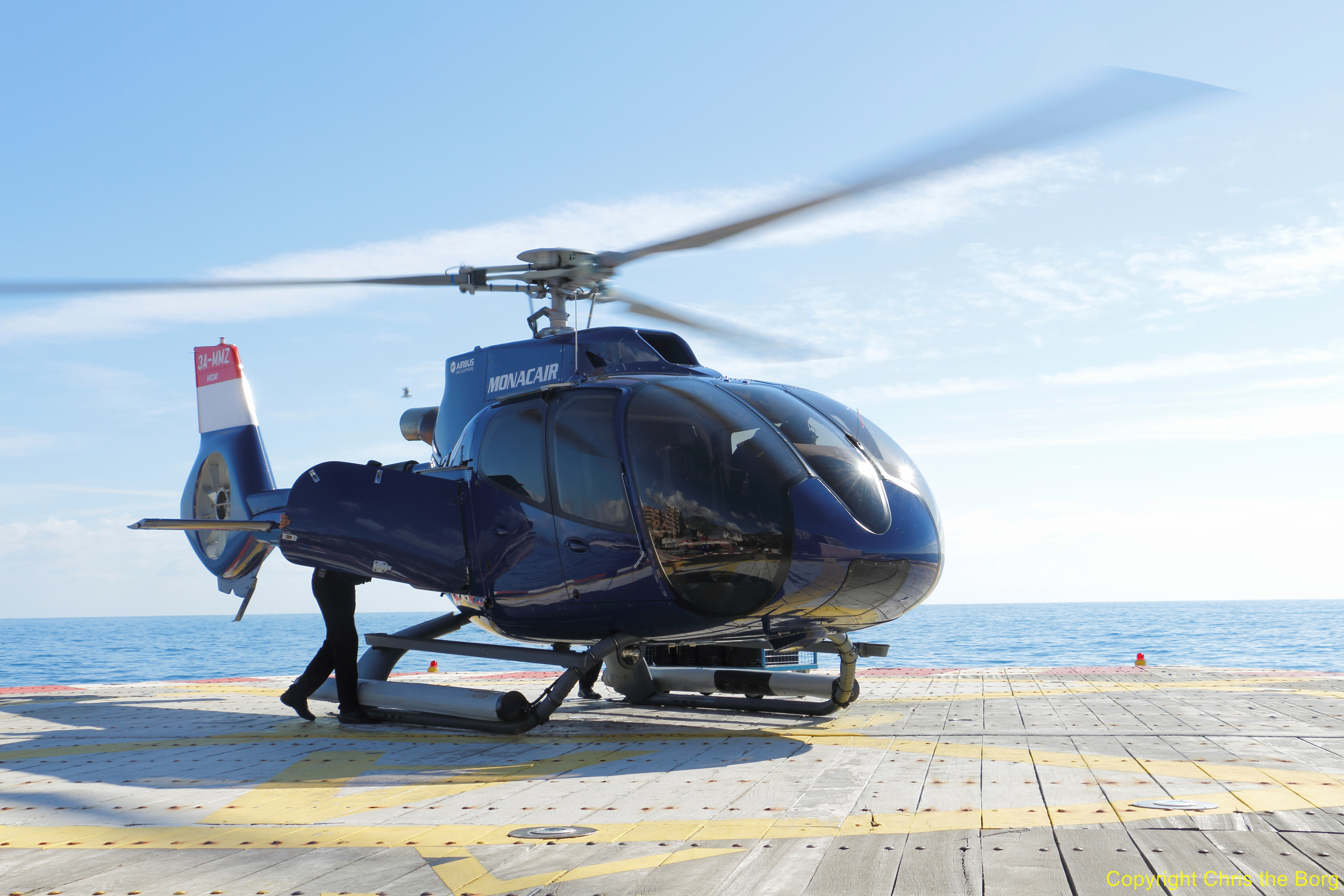
بالگردگاه موناکو

شرکت‌های هلی ایر موناکو، موناک‌ایر و هلی سکوریته از این بالگردگاه دارای پروازهای برنامه‌ای به فرودگاه نیس کوت دازور در نیس هستند.
| شرکت‌های هواپیمایی | مقصدهای پروازی |
| ----------------- | -------------- |
| هلی ایر موناکو    | نیس کوت دازور  |
| موناک‌ایر          | نیس کوت دازور  |
| هلی سکوریته       | نیس کوت دازور  |